# Joël Drommel
Joël Drommel (Bussum, 16 de noviembre de 1996) es un futbolista neerlandés que juega en la demarcación de portero para el Sparta de Róterdam de la Eredivisie.

## Biografía
Empezó a formarse como futbolista desde muy pequeño en la disciplina del Almere City FC y IJsselmeervogels, hasta que en 2014 se marchó al F. C. Twente. Finalmente, en 2015, subió al segundo equipo, el Jong FC Twente. Jugó en la Eerste Divisie durante una temporada, donde llegó a jugar cuatro partidos. En esa misma temporada, la 2015-16, subió al primer equipo, haciendo su debut el 12 de septiembre de 2015 en un partido de la Eredivisie contra el A. F. C. Ajax. Estuvo alternando el segundo y el primer equipo, hasta que finalmente en 2017 ascendió definitivamente al primer equipo en la Eredivisie y la Eerste Divisie. En él estaría hasta junio de 2021, ya que en abril de ese mismo año el PSV Eindhoven anunció su fichaje por cinco años a partir de la temporada 2021-22. Empezó siendo el portero titular, pero con el paso del tiempo fue perdiendo protagonismo y en cuatro años disputó 66 partidos. Dejó el club en julio de 2025 para jugar como cedido en el Sparta de Róterdam durante una campaña.

## Clubes
| Club                        | País         | Año       | Partidos | Goles |
| --------------------------- | ------------ | --------- | -------- | ----- |
| Jong F. C. Twente           | Países Bajos | 2015-2017 | 16       | 0     |
| F. C. Twente                | Países Bajos | 2015-2021 | 135      | 0     |
| PSV Eindhoven               | Países Bajos | 2021-2025 | 66       | 0     |
| Jong PSV                    | Países Bajos | 2022-2024 | 7        | 0     |
| Sparta de Róterdam (cedido) | Países Bajos | 2025-     |          |       |

## Palmarés

### Títulos nacionales
| Título                        | Club          | País         | Año  |
| ----------------------------- | ------------- | ------------ | ---- |
| Eerste Divisie                | F. C. Twente  | Países Bajos | 2019 |
| Supercopa de los Países Bajos | PSV Eindhoven | Países Bajos | 2021 |
| Copa de los Países Bajos      | PSV Eindhoven | Países Bajos | 2022 |
| Supercopa de los Países Bajos | PSV Eindhoven | Países Bajos | 2022 |
| Copa de los Países Bajos      | PSV Eindhoven | Países Bajos | 2023 |
| Supercopa de los Países Bajos | PSV Eindhoven | Países Bajos | 2023 |
| Eredivisie                    | PSV Eindhoven | Países Bajos | 2024 |
| Eredivisie                    | PSV Eindhoven | Países Bajos | 2025 |